# William White (Ökonom)
William R. White (* 1943 in Kenora, Ontario) ist ein kanadischer Ökonom. Er warnte als einer der wenigen Ökonomen schon früh vor der 2008 eingetretenen globalen Finanzkrise.
William „Bill“ White studierte an der University of Windsor. Von 1969 bis 1972 arbeitete er als Ökonom an der Bank of England. Danach ging er für 22 Jahre an die Kanadische Zentralbank. 1994 wechselte er zur Bank für Internationalen Zahlungsausgleich (BIZ) in Basel, der „Bank der Zentralbanken“.
Bereits im August 2003 trug er Alan Greenspan persönlich seine Bedenken gegen dessen Finanzpolitik vor, fand jedoch kein Gehör. Die weltweise Finanzkrise ab 2007 bestätigte seine Berechnungen und Warnungen.
Im Oktober 2009 wurde White Leiter des Economic and Development Review Committee bei der Organisation für wirtschaftliche Zusammenarbeit und Entwicklung (OECD) und beriet als solcher u. a. die deutsche Bundeskanzlerin bei den G-20-Treffen.